# Vídeo viral
Os vídeos virais são vídeos que adquirem um alto poder de circulação na internet, alcançando grande popularidade, configurando-se como um fenômeno de Internet típico da Web 2.0.

## Difusores
Dentre os principais difusores de vídeos virais, estão o Google Video e o YouTube.